# Peter Keevash
Peter Keevash (* 30. November 1978 in Brighton) ist ein britischer Mathematiker. Keevash ist auf Kombinatorik spezialisiert.

## Leben
Keevash wuchs in Leeds auf, nahm 1995 an der Internationalen Mathematikolympiade teil (Bronzemedaille) und studierte ab 1995 Mathematik an der Universität Cambridge (Trinity College) mit dem Bachelor-Abschluss 1998. Er wurde 2004 in Princeton bei Benny Sudakov über The Role of Approximate Structure in Extremal Combinatorics promoviert und war als Post-Doktorand am Caltech. Er war Lecturer und danach Professor am Queen Mary College der Universität London und ist seit 2013 Professor an der Universität Oxford. Er ist Tutorial Fellow am Mansfield College in Oxford.

## Werk
Er befasst sich mit extremaler Kombinatorik, Graphentheorie, Hypergraphen, algebraischen und probabilistischen Methoden in der Kombinatorik, zufälligen Strukturen der Kombinatorik, kombinatorischer Optimierung und kombinatorischer Zahlentheorie. 
2014 bewies er ein lange offenes wichtiges Problem der Kombinatorik, die Frage der Existenz kombinatorischer Designs (Blockpläne) {\displaystyle S_{\lambda }(t,k,v)} für beliebige Werte der Parameter, wobei diese gewisse natürliche Teilbarkeitsbedingungen erfüllen müssen. Er wies nach, dass für alle k, t und {\displaystyle \lambda } solche Designs für alle Zahlen v existieren, die die erwähnten Teilbarkeitsbedingungen erfüllen, von jeweils endlich vielen Ausnahmen abgesehen. Für t=2 hatte schon Richard M. Wilson 1972 bis 1975 die Existenz für genügend große zulässige v bewiesen. 2015 fand Keevash außerdem eine näherungsweise Abschätzung für die Anzahl von Designs mit bestimmten Parametern, ebenfalls ein lange offenes Problem. Er bewies und verallgemeinerte damit eine Vermutung von Richard M. Wilson von 1974, der sie für Steiner-Tripel-Systeme formulierte. Keevash benutzte dabei die von ihm entwickelte Methode der Randomized Algebraic Construction. Beispiele von Designs und Steiner-Systemen mit t größer als 2 waren nur unvollständig bekannt, und Keevash bewies mit seinem Satz deren Existenz sogar für beliebige t.
Die Frage der Existenz von Designs mit bestimmten Parametern geht bis auf Julius Plücker (1835) und Thomas Kirkman (1847) und Jakob Steiner (1853) zurück.
In der Ramsey-Theorie bewies er 2013 mit Tom Bohman die bisher beste bekannte untere Schranke für die Ramsey-Zahl R (k,3).
2009 erhielt er den European Prize in Combinatorics. Für 2015 wurde ihm der Whitehead-Preis der London Mathematical Society zugesprochen.

## Schriften (Auswahl)
- mit T. Bohman: The early evolution of the H-free process, Inventiones Mathematicae 181 (2010), 291-336.
- mit R. Mycroft: A geometric theory of hyper graph matching, Mem. AMS 233 (2014)
- The existence of designs, arxiv.org/abs/1401.3665